# 瓦利德·本·塔拉勒·阿勒沙特
瓦利德·本·塔拉勒（1955年3月7日—）通常称瓦利德王子，沙特阿拉伯王室成员，企业家、投资家，被誉为阿拉伯的“沃伦·巴菲特”，有「中東股神」的稱號。2005年個人總資產為237亿美元，在《富比世》排行榜上位居第五。2007年財富縮減為207億美元，排名跌至13名，但仍然是中東區域最富有的人。他最著名的投資案為1980年代大量購買花旗銀行股票，而他獨到的眼光也使他成為花旗銀行最大個人股東。瓦利德於1997年以1.15億美元入股蘋果公司5%股權，成為蘋果公司的最大個人投資者。外界估計他以每股低於10美元的超低價購入。2011年12月，瓦利德斥資3億美元入股Twitter，估計可得到3.75%的股權，成為Twitter的策略投資者。
2017年11月4日，他因涉嫌贪污被沙特阿拉伯政府拘捕。2018年1月27日獲釋，據說他已同意向政府交納大筆個人財產作為「和解金」。

## 家族

### 祖父
- 阿卜杜勒-阿齐兹·本·阿卜杜拉赫曼·本·费萨尔·阿勒沙特國王（1876-1953）

### 父亲
- 塔拉勒·本·阿卜杜勒-阿齐兹 （阿卜杜勒-阿齐兹第二十子）（1931-）

### 母亲
- 莫娜·索勒赫，黎巴嫩总理里亞德·索勒赫（Riad Solh）的女兒

## 資產
- 王國控股的資產估計為72.6億美元
- 物业投资31.8億美元
- 媒體資產包括LBC and Rotana Holding公司15.6億美元
- 上述数字是Arabian Business杂志根据阿尔瓦利德的财务账目而得来的

## 學歷
瓦利德獲得美國曼隆學院（Menlo College）學士，及美國雪城大學碩士。

## 家庭
瓦利德有一兒子及一位女兒。

## 其他
- 四季酒店股東之一。
- 喬治五世飯店
- 紐約廣場飯店
- 沙烏地房地產公司
- 王國控股公司
- 王國農業發展公司(埃及)
- 王國飯店投資公司
- 王國中心
- 王國城
- 王國醫院
- 王國學校

## 授權傳記
- 傳記 - Alwaleed : Businessman, Billionaire, Prince